# Теневой кабинет Кеми Баденок
Теневой кабинет Кеми Баденок сформирован 2—4 ноября 2024 года и сменил теневой кабинет Риши Сунака.
Кеми Баденок занимает пост лидера оппозиции в качестве лидера Консервативной партии со 2 ноября 2024 года после своей победы на выборах лидера Консервативной партии 2024 года. Выборы были спровоцированы отставкой Риши Сунака с поста лидера партии после всеобщих выборов 2024 года, на которых победила Лейбористская партия под руководством Кира Стармера.

## Формирование теневого кабинета
В своей недавней речи Баденок намекнула, что Роберту Дженрику, её оппоненту на выборах руководства Консервативной партии в 2024 году, может быть предложена руководящая должность, сказав ему, что «вам предстоит играть ключевую роль в нашей партии на долгие годы вперед». Впоследствии, два дня спустя, Дженрик был назначен одновременно лордом-канцлером теневого кабинета и министром юстиции Теневого кабинета.
При первом назначении, сделанном на следующий день после объявления результатов выборов руководства, на должность главного кнута была назначена дама Ребекка Харрис.

## Перестановки в теневом кабинете
22 июля 2025 года после отставки по состоянию здоровья Эдварда Аргара Баденок произвела кадровые перемещения, введя в состав Кабинета новых теневых министров, в том числе Джеймса Клеверли.

## Список членов теневого Кабинета
| Должность                                                                                          | Теневой министр                                            | Период                                    |
| -------------------------------------------------------------------------------------------------- | ---------------------------------------------------------- | ----------------------------------------- |
| Лидер оппозиции Его Величества                                                                     | достопочтенная Кеми Баденок, лидер Консервативной партии   | со 2 ноября 2024 года                     |
| теневой канцлер Казначейства                                                                       | достопочтенный Мел Страйд                                  | с 4 ноября 2024 года                      |
| теневой министр иностранных дел, по делам Содружества и международного развития                    | достопочтенная дама Прити Пател                            | с 4 ноября 2024 года                      |
| теневой министр внутренних дел                                                                     | достопочтенный Крис Филп                                   | с 4 ноября 2024 года                      |
| теневой министр обороны                                                                            | Джеймс Картлидж                                            | с 4 ноября 2024 года                      |
| теневой министр юстиции, теневой лорд-канцлер                                                      | достопочтенный Роберт Дженрик                              | с 4 ноября 2024 года                      |
| теневой министр науки, инноваций и технологий                                                      | Алан Мак                                                   | с 4 ноября 2024 года по 22 июля 2025 года |
| теневой министр науки, инноваций и технологий                                                      | Джулия Лопес                                               | с 22 июля 2025 года                       |
| теневой министр здравоохранения и социального обеспечения                                          | достопочтенный Эдвард Аргар                                | с 4 ноября 2024 года по 22 июля 2025 года |
| теневой министр здравоохранения и социального обеспечения                                          | достопочтенный Стюарт Эндрю                                | с 22 июля 2025 года                       |
| теневой министр выравнивания, жилищного хозяйства и общин                                          | Кевин Холлинрейк                                           | с 4 ноября 2024 года по 22 июля 2025 года |
| теневой министр выравнивания, жилищного хозяйства и общин                                          | Джеймс Клеверли                                            | с 22 июля 2025 года                       |
| теневой министр окружающей среды, продовольствия и сельского хозяйства                             | достопочтенная Виктория Аткинс                             | с 4 ноября 2024 года                      |
| теневой лидер Палаты общин                                                                         | достопочтенный Джесси Норман                               | с 4 ноября 2024 года                      |
| теневой лидер Палаты лордов                                                                        | достопочтенный лорд Николас Тру                            | с 4 ноября 2024 года                      |
| теневой министр предпринимательства и торговли                                                     | Эндрю Гриффит                                              | с 4 ноября 2024 года                      |
| теневой министр энергетической безопасности и углеродной нейтральности, министр по делам равенства | достопочтенная Клэр Коутиньо                               | с 4 ноября 2024 года                      |
| теневой министр труда и пенсий                                                                     | Хелен Уотли                                                | с 4 ноября 2024 года                      |
| теневой министр образования                                                                        | достопочтенная Лора Тротт                                  | с 4 ноября 2024 года                      |
| теневой министр транспорта                                                                         | Гарет Бэкон                                                | с 4 ноября 2024 года по 22 июля 2025 года |
| теневой министр транспорта                                                                         | Ричард Холден                                              | с 22 июля 2025 года                       |
| теневой министр культуры, средств массовой информации и спорта                                     | достопочтенный Стюарт Эндрю                                | с 4 ноября 2024 года по 22 июля 2025 года |
| теневой министр культуры, средств массовой информации и спорта                                     | Найджел Хаддлстон                                          | с 22 июля 2025 года                       |
| теневой министр по делам Северной Ирландии, теневой канцлер герцогства Ланкастерского              | Алекс Бургхарт                                             | с 4 ноября 2024 года                      |
| теневой министр по делам Шотландии                                                                 | Эндрю Боуи                                                 | с 4 ноября 2024 года                      |
| теневой министр по делам Уэльса, теневой министр по делам женщин                                   | Мимс Дэвис                                                 | с 4 ноября 2024 года                      |
| Председатель Консервативной партии                                                                 | Найджел Хаддлстон                                          | с 4 ноября 2024 года по 22 июля 2025 года |
| Председатель Консервативной партии                                                                 | Доминик Джонсон, барон Лейнстонский                        | с 4 ноября 2024 года по 22 июля 2025 года |
| Председатель Консервативной партии                                                                 | Кевин Холлинрейк                                           | с 22 июля 2025 года                       |
| Также имеют право участвовать в заседаниях теневого кабинета                                       |                                                            |                                           |
| главный парламентский организатор оппозиции                                                        | дама Ребекка Харрис                                        | с 3 ноября 2024 года                      |
| теневой главный секретарь Казначейства                                                             | Ричард Фуллер                                              | с 4 ноября 2024 года                      |
| теневой генеральный атторней                                                                       | достопочтенный Дэвид Вольфсон, барон Вольфсон Тредегарский | с 6 ноября 2024 года                      |
| теневой министр обновления политики и развития                                                     | Нил О’Брайен                                               | с 22 июля 2025                            |
| теневой генеральный казначей                                                                       | достопочтенный                                             | с ноября 2024 года                        |

## Изменения
Теневой кабинет Сунака заменен теневым кабинетом Баденок.
- Джереми Хант (теневой канцлер казначейства) вернётся в ряды заднескомеечников и его сменил Мел Страйд[9];
- Джеймс Клеверли (теневой министр внутренних дел) вернётся в ряды заднескомеечников и его сменил Крис Филп[10];
- Риши Сунак (бывший премьер-министр, лидер оппозиции и лидер Консервативной партии) вернётся в ряды заднескомеечников[10];
- Стив Баркли (теневой министр по охране окружающей среды) вернётся в ряды заднескомеечников и его сменила Виктория Аткинс[10];
- сэр Оливер Доуден (бывший заместитель премьер-министра и заместитель лидера оппозиции) вернётся в ряды заднескомеечников[11];
- Стюарта Эндрю (бывший главный организатор оппозиции в Палате общин) сменила дама Ребекка Харрис[12];
- Дэмиана Хайндса (бывший министр образования теневого кабинета) сменила Лора Тротт;
- Эндрю Митчелла (бывшего теневого министра иностранных дел) сменила дама Прити Пател;
- Эда Аргара (бывшего теневого министра юстиции) сменил Роберт Дженрик.